# Walter Schwarz (Fußballspieler)
Walter Schwarz (* 18. Oktober 1936) ist ein ehemaliger deutscher Fußballspieler.

## Karriere
Schwarz gehörte dem Karlsruher SC als Mittelfeldspieler an, für den er von 1959 bis 1962 in der Oberliga Süd, in einer von fünf Staffeln als höchste deutsche Spielklasse, Punktspiele bestritt. Am Ende seiner Premierensaison ging er mit seiner Mannschaft mit fünf Punkten vor Kickers Offenbach und einem Torquotienten von 2,00 als Meister hervor.
Im DFB-Pokal-Wettbewerb nahm er mit der Mannschaft einzig im Jahr 1960 teil. Nachdem diese ohne ihn das Halbfinale am 7. September 1960 gegen den FK Pirmasens mit 3:4 verloren hatte, das Wiederholungsspiel – aufgrund eines nicht spielberechtigten Spielers des FK Pirmasens wurde das Ergebnis annulliert – am 21. September 1960 jedoch mit 2:0 gewann, kam er im Finale, das am 5. Oktober 1960 im Düsseldorfer Rheinstadion gegen Borussia Mönchengladbach ausgetragen wurde, zum Einsatz. Die von Schiedsrichter Albert Dusch geleitete Begegnung wurde mit 2:3 verloren, obwohl ihm mit dem Treffer zum 2:2 in der 58. Minute gar der Ausgleich gelang.

## Erfolge
- Meister der Oberliga Süd 1960
- DFB-Pokal-Finalist 1960